# Grafmonument van Thérèse Schwartze
Het grafmonument van Thérèse Schwartze op begraafplaats De Nieuwe Ooster in de Nederlandse stad Amsterdam is een rijksmonument.

## Achtergrond
De Amsterdamse Thérèse Schwartze (1851-1918) was een portretschilderes. Ze werd op 26 december 1918 begraven op Begraafplaats Zorgvlied. De groep belangstellenden en officiële gasten, onder wie Mozes Isaac Duparc van het ministerie van Onderwijs, burgemeester J.W.C. Tellegen en H.P. Baard van het Stedelijk Museum Amsterdam, was dermate groot dat de herdenkingsplechtigheid werd gehouden voor het lijkenhuis in plaats van bij het graf. Nadat de laatste spreker Willy Sluiter van de Hollandsche Teeken-Maatschappij uitgesproken was, werd haar stoffelijk overschot in de kist door zestien kunstenaars naar de groeve getild. Aldaar bracht ook Lizzy Ansingh haar tante de laatste eer. 

## Monument
In 1920 volgde het bericht dat Georgine Schwartze werkte aan een twee meter lang wit marmeren monument ter nagedachtenis aan haar zuster. Ze beeldde Thérèse af, zoals zij rustte op haar sterfbed. Voor het gezicht werd het dodenmasker gebruikt, waarbij de haren over het kussen gespreid zijn. Het gehele lichaam is afgedekt met een deken, op deken en benen liggen allerlei bloemen, zoals papavers. De uitvoering lag in handen van J.P. Maas uit Haarlem. Georgine Schwartze vond dat het monument het best tot haar recht zou komen in een museum. In november 1922 stond het monument als een van de inzendingen tijdens de najaarstentoonstelling van St. Lucas in de hal van het Stedelijk Museum. Tijdens een bezoek van koningin Wilhelmina der Nederlanden aan stad en museum werd er even bij stil gestaan en koningin en kunstenares spraken elkaar. Daarna begon het aan een zwervend bestaan. Het stond enige tijd in de tuin van het Stedelijk Museum, na een reorganisatie ging het naar de tuin van Museum Willet-Holthuysen en daarna nog enige tijd in de tuin van Museum Fodor. Toen men daar in de jaren zestig wilde gaan verbouwen, moest het ook daar weg. Het zou toen eigenlijk opgeslagen moeten worden bij de Dienst Gemeentemusea, maar die had ruimtegebrek. Een optie om het terug te verhuizen naar het Stedelijk Museum was te kostbaar; voor plaatsing in de kelder (de museumtuin was opgedoekt) moest vanwege het gewicht van 2500 kilo de keldervloer dan verstevigd worden. Dat was te kostbaar en nam ook te veel ruimte in; het meet 2,20 bij 0,8 bij 0,8 meter. De dienst kwam toen met het voorstel het monument te verplaatsen naar De Nieuwe Ooster.

Ondertussen waren de grafrechten van het graf (met zerken etc.) op Zorgvlied van Thérèse Schwartze en Maria Elisabeth Thérèse Hermann (overleden 1896) verlopen. In 1960 deden nabestaanden er afstand van (vermoedelijk door een misverstand; ze waren al op hoge leeftijd); het was in 1963 nog niet geruimd, de grafzerken waren al wel verwijderd. De Dienst Gemeentemusea zag het belang in van de kunstenaar en kwam met het voorstel het overschot en het monument te verenigen. Het college burgemeester en wethouders keurde de verhuizing goed. In september 1963 ging vanuit de Dienst Gemeentemusea (gevestigd in het Stedelijk) de bevestiging uit naar de Dienst der Algemene Begraafplaatsen (gevestigd op de Nieuwe Ooster). Op de grens van 1964/1965 werden de stoffelijke resten voor een prijs van 102,50 gulden overgebracht. In 1984 werd het graf en monument overgedragen aan de Thérèse van Duijl-Schwartze Stichting van Henri Knap, die voor een restauratie zou zorgen. De gemeente vond de kosten daartoe te hoog. De doelstelling van de stichting was immers: 
Al datgene te doen wat op wettige wijze kan dienen tot het in stand houden van de nagedachtenis van wijlen Mevr. Thérèse van Duijl-Schwartze.
De begraafplaats of stichting zorgde in 1984 voor een bordje met uitleg. Vermoedelijk ging het eigendom weer over toen de stichting van het toneel verdween.   

## Waardering
Het monument (veld klasse 1, vak 36, nr. 42 A) werd in 2004 in het Rijksmonumentenregister opgenomen vanwege het "algemeen belang wegens cultuur-, kunst- en funerair-historische waarde. Tevens is het van belang binnen het sculpturale oeuvre van Georgine Schwartze." In 2018 werd er groot onderhoud verricht onder toezicht van de Werkgroep Het Stenen Archief, waarbij er een betonplaat onder het monument werd geplaatst; bij reiniging kwam de naam op het beeld weer tevoorschijn. 

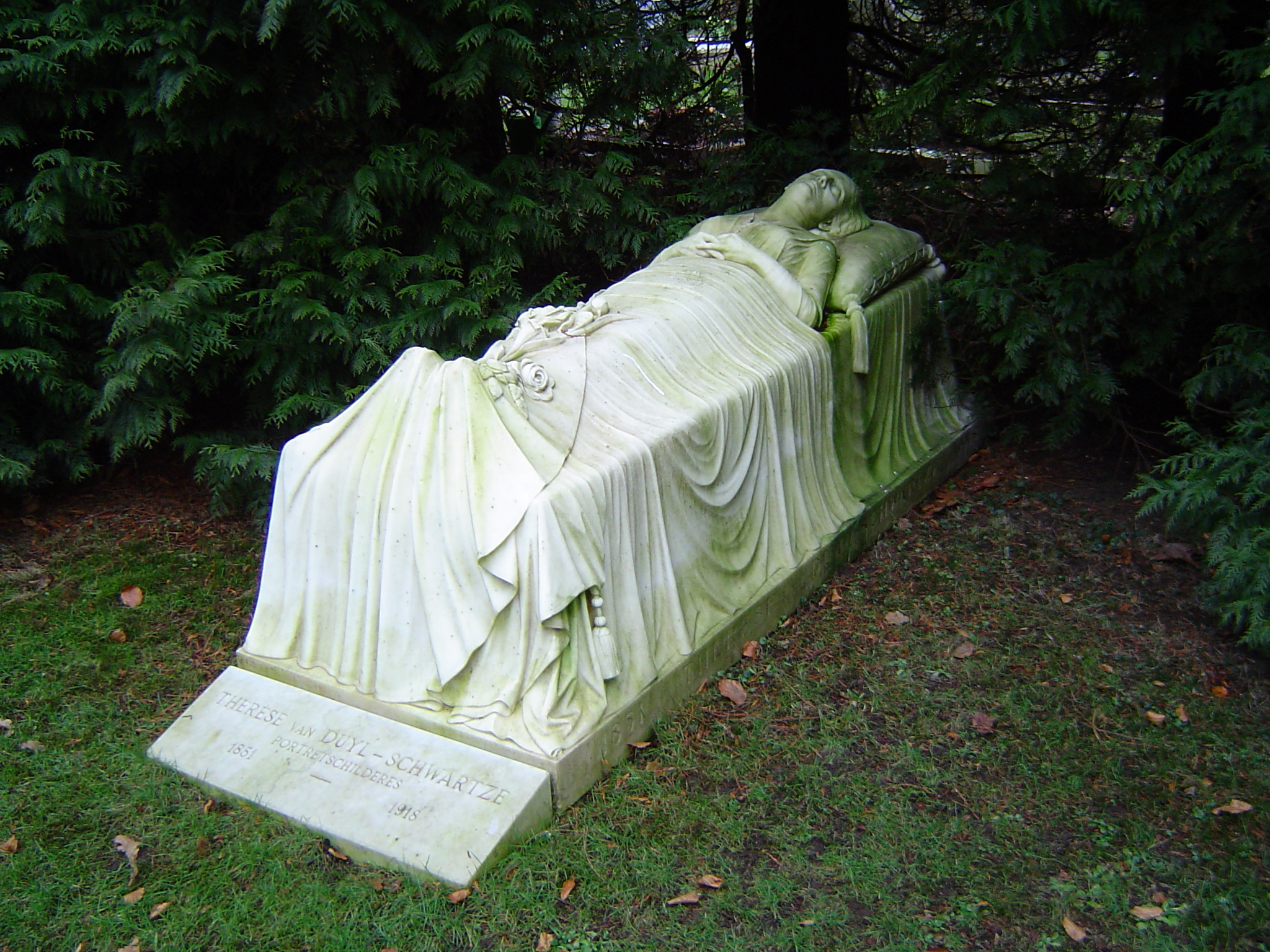
Grafmonument zonder tekst in 2006

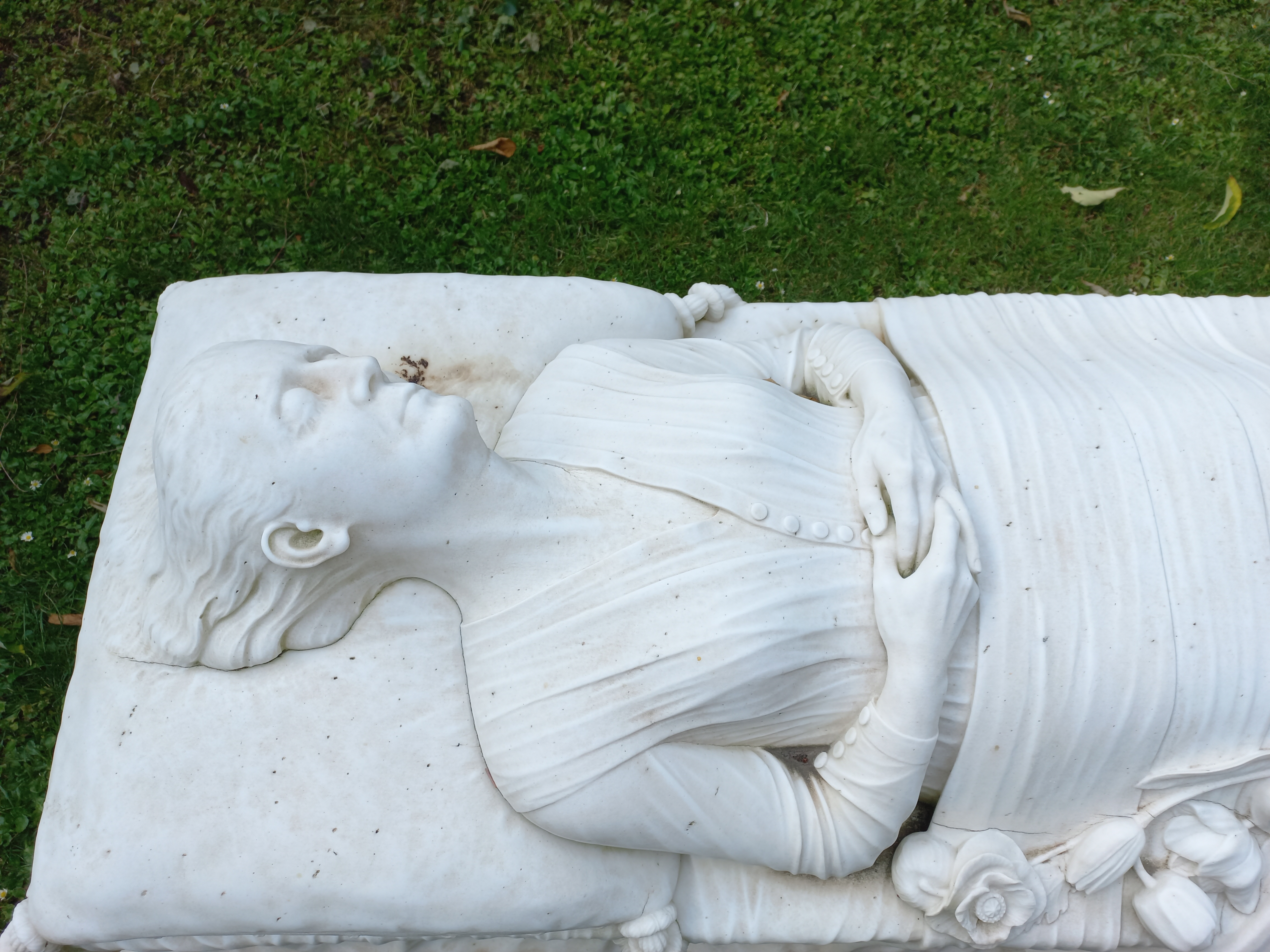
Detail (augustus 2022)